# Festival Televisivo de la Canción de la UAR 2014
El III Festival Televisivo de la Canción de la UAR (oficialmente ABU TV Song Festival 2014) se celebró el 25 de octubre de 2014 en el teatro del casino y resort Sands de Macao, y coincidiendo con la 51.ª Asamblea General de la Unión Asia-Pacífica de Radiodifusión (UAR), que tuvo lugar desde el 22 al 28 de octubre de 2014. El festival contó con 12 países particpantes y cada uno pudo presentar solo una actuación. El país anfitrión Macao hizo su debut en el festival, al igual que Turquía y Maldivas.

## Ubicación
El teatro del casino y resort The Venetian fue elegido originalmente para ser la sede de la edición de 2014, pero posteriormente se anunció el traslado del evento al teatro de Sands Macao.

## Países participantes
El número de países participantes para 2014 se limitó a 15 y cada país tenía permitido sólo enviar una actuación. Además del país anfitrión, debutarán en el festival Maldivas y Turquía, este último dos años después de retirarse del Festival de la Canción de Eurovisión. En total hubo 12 participantes:
| País y TV         | Título original de la canción        | Artista           |
| País y TV         | Traducción al español                | Idiomas           |
| ----------------- | ------------------------------------ | ----------------- |
| Australia SBS     | "Living Dangerously"                 | Dami Im           |
| Australia SBS     | Viviendo peligrosamente              | Inglés            |
| Brunéi RTB        | "Awg Madial"                         | Md Hawzan Bin Hj  |
| Brunéi RTB        | Óyeme                                | Malayo            |
| China CCTV        | "I Miss You Missing Me"              | Bibi Zhou         |
| China CCTV        | Extraño que me extrañes              | Inglés            |
| Corea del Sur KBS | "Something" (썸씽)                   | Girl's Day        |
| Corea del Sur KBS | Algo                                 | Coreano e inglés  |
| Hong Kong TVB     | "Xióngmao" (熊貓)                    | Frederick Cheng   |
| Hong Kong TVB     | Panda                                | Cantonés          |
| Indonesia TVRI    | "Dimana Hatimu"                      | Tere Cia          |
| Indonesia TVRI    | Dónde está tu corazón                | Indonesio         |
| Japón NHK         | "Dragon Night"                       | Sekai no Owari    |
| Japón NHK         | Noche del dragón                     | Inglés            |
| Macao TDM         | "Heartcore"                          | Blademark         |
| Macao TDM         | Centro del corazón                   | Inglés            |
| Maldivas IBC      | "Rannamaari"                         | Mooshan           |
| Maldivas IBC      | Inglés                               |                   |
| Tailandia TPBS    | "7th Heaven"                         | Jetrin Wattanasin |
| Tailandia TPBS    | El séptimo cielo                     | Inglés            |
| Turquía TRT       | "Fazla Aşkı Olan Var Mı?"            | MaNga             |
| Turquía TRT       | ¿Tiene alguien amor de sobra?        | Turco             |
| Vietnam VTV       | "Xuân vẫn sang diệu kì"              | Ngoc Anh          |
| Vietnam VTV       | La primavera llega por arte de magia | Vietnamita        |

## Predecesor y sucesor
| Predecesor: Hanói 2013 | Festival Televisivo de la Canción de la UAR Macao 2014 | Sucesor: Estambul 2015 |